# Zbór Kościoła Adwentystów Dnia Siódmego w Rudzie Śląskiej
Zbór Kościoła Adwentystów Dnia Siódmego w Rudzie Śląskiej – zbór adwentystyczny w Rudzie Śląskiej na dzielnicy Ruda, należący do okręgu zachodniego diecezji południowej Kościoła Adwentystów Dnia Siódmego w RP.
Pastorem zboru jest kazn. Marek Kroczyk. Nabożeństwa odbywają się w kościele przy ul. Adama Mickiewicza 23A (wejście od ul. Wolności) każdej soboty o godz. 9.30.